# Suprunivka, Nemîriv
Suprunivka (în ucraineană Супрунівка) este un sat în comuna Iazvînkî din raionul Nemîriv, regiunea Vinnița, Ucraina.

## Demografie
Componența lingvistică a localității Suprunivka
     Ucraineană (100%)
Conform recensământului din 2001, toată populația localității Suprunivka era vorbitoare de ucraineană (100%).